# Felix Funke

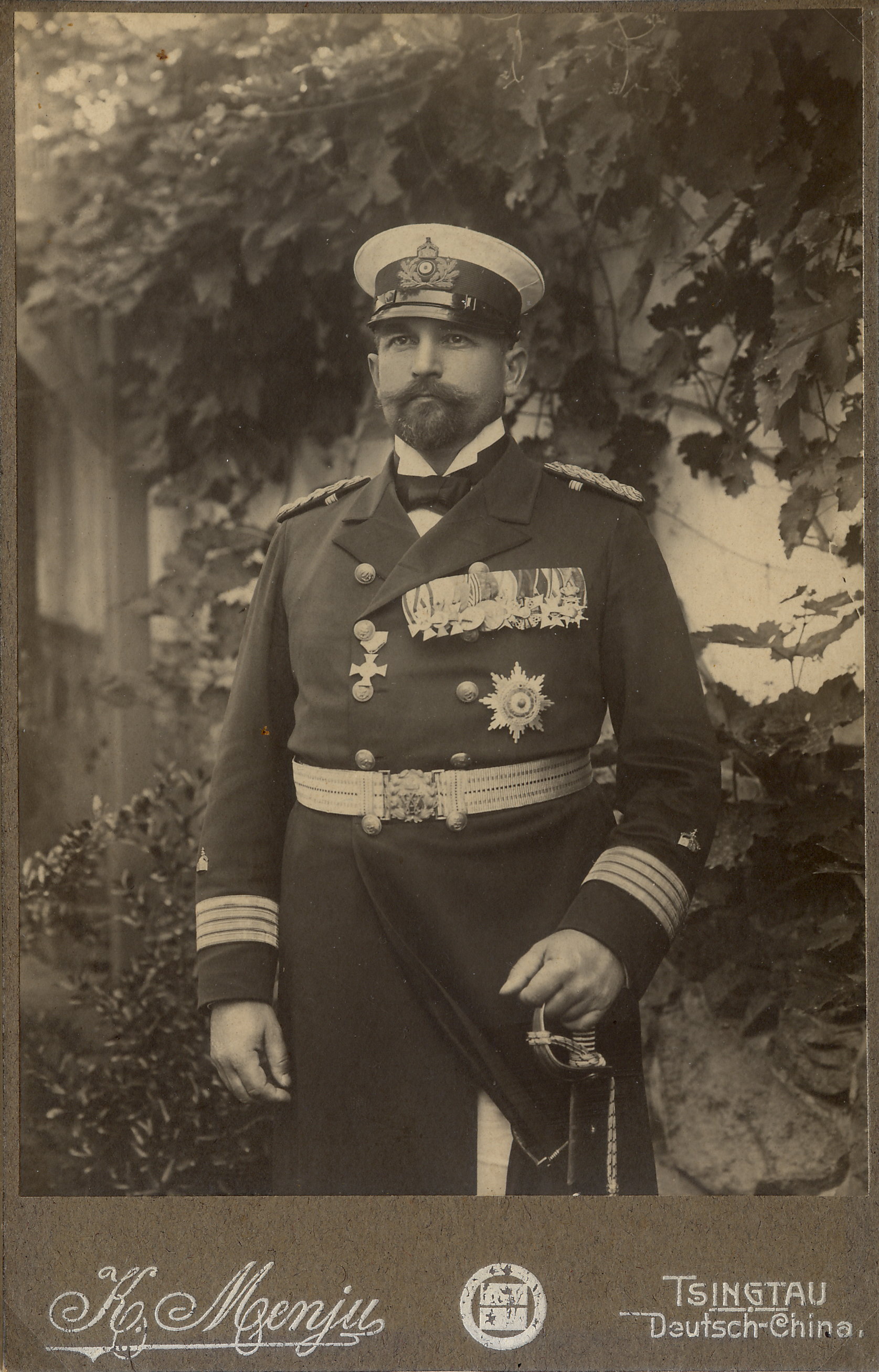
Kapitän zur See Felix Funke

Felix Funke (* 3. Januar 1865 in Hirschberg; † 22. Juli 1932 in Berlin) war ein deutscher Vizeadmiral der Kaiserlichen Marine.

## Leben
Felix Funke trat am 20. April 1882 in die Kaiserliche Marine ein. Mitte Mai 1883 wurde er Seekadett. Anfang Juli 1885 kam er von der Prinz Adalbert in die Heimat und erhielt zum 18. Juli 1885 seine Ernennung zum Unterleutnant zur See. Zum 8. Juni 1887 kam er auf die Sachsen und war dann 1888 auf der Bayern. Am 20. April 1889 wurde er Leutnant zur See und war 1891 in der I. Torpedo-Abteilung. Im Sommer 1895 war er Flaggleutnant der I. Division des Manövergeschwaders. Zum Winter 1895/96 wurde er zum I. Cötus an die Marineakademie kommandiert.
Von Mai 1902 bis November 1905 war er Chef des Stabes des Gouverneurs von Tsingtau, Oskar von Truppel und wurde am 30. März 1906 Fregattenkapitän. Im Oktober 1906 übernahm er die Lübeck. Mit der erneuten Indienststellung am 1. Oktober 1907 wurde er, nun als Kapitän zur See, Kommandant der Kaiser Barbarossa, welche er bis zum Ausscheiden des Schiffes aus dem I. Geschwader im September 1909 kommandierte. Anschließend übernahm er bis Ende September 1912 die Württemberg. Kurze Zeit später wurde der 3. Admiral der Aufklärungsschiffe eingerichtet und Funke übernahm im Oktober 1912 als Kommodore die Position. Am 18. November 1912 erfolgte seine Beförderung zum Konteradmiral und er blieb bis September 1913 3. Admiral. Er war bis Februar 1914 2. Admiral der Aufklärungsschiffe. Anschließend ersetzte er den erkranken Konteradmiral Christian Schütz und war bis Dezember 1914 mit der Führung des III. Geschwaders, ein Geschwader mit den modernsten Linienschiffen der Kaiserlichen Marine, beauftragt. In einem quasi Ringtausch mit Vizeadmiral Reinhard Scheer wurde er mit der Führung des II. Geschwaders beauftragt, was einen Rückschritt in seiner Karriere bedeutete. Im August 1915 wurde er endgültig abkommandiert. Am 18. September 1915 wurde er mit dem Charakter als Vizeadmiral aus der Marine verabschiedet.